# Association singapourienne de weiqi
L'association singapourienne de weiqi - (zh)新加坡围棋协会 (Pinyin :Xīnjiāpō Wéiqí Xiéhuì) - est une association de jeu de go de Singapour. Fondée en 1981, elle a pour but de développer et promouvoir le go à Singapour ainsi que d'améliorer le niveau des joueurs locaux . 

## Historique
L'association a été fondée en 1981 et ses activités ont eu lieu dans le Centre de la Communauté Ulu Pandan. Durant un grand nombre d'années, l'association a bénéficié de support de la Fondation Ing.
L'association a accueilli de nombreuses compétitions internationales et a organisé la venue de nombreux joueurs professionnels depuis la Chine, le Japon et la Corée. En 1999, le 16e Championnat mondial junior de go s'est tenu à Singapour.
Récemment, elle a accueilli le tournoi de qualification asiatique pour le World Oza. L'association a également organisé le tournoi des amitiés entre Singapour, la Malaisie et la Thaïlande en 2006.
Son président actuel est Kwa Kim Chiong ((zh) : 柯金章 Pinyin : Ke Jin Zhang).

## Fonctionnement
Pour atteindre les objectifs de développement, des joueurs professionnels venant de Chine sont intervenus au titre d'enseignants, et des tournois sont régulièrement organisés.
Les joueurs amateurs de Singapour peuvent avoir leur niveau mis à jour par l'association. Elle délivre des diplômes jusqu'au rang de 6e dan. Pour la représentation internationale, l'association envoie des joueurs (5 à 10 représentants chaque année) pour participer aux compétitions internationales telles que le Championnat du monde de go ou le Championnat du monde junior de go.
Actuellement, l'association dispose de deux clubs : le principal à Bishan et le citadin à Bugis.
L'activité clé de l'association est de fournir un entraînement du public. Aujourd'hui, elle entraîne plus de 3000 étudiants chaque année dans ses clubs ou dans diverses écoles. Elle soutient également des classes d'entrainement de go dans 20 écoles locales et institutions.